# Anopheles mattogrossensis
Anopheles mattogrossensis är en tvåvingeart som beskrevs av Lutz och Arthur Neiva 1911. Anopheles mattogrossensis ingår i släktet Anopheles och familjen stickmyggor. Inga underarter finns listade i Catalogue of Life.